# DVDVideoSoft
DVDVideoSoft est une société spécialisée dans le développement de logiciels, implantée au Royaume-Uni, en Allemagne, en France, en Russie et au Luxembourg.

## Vue d'ensemble
La société est spécialisée dans le développement de logiciels multimédia gratuits (gratuiciels). Les 48 programmes pour la vidéo, l'audio et le traitement d'image sont disponibles en téléchargement, soit individuels ou dans une application qui les regroupe tous, Free Studio. DVDVideoSoft améliore constamment les logiciels existants, et développe de nouveaux logiciels (Environ une mise à jour tous les 2/3 mois : correction de bugs, gestion de la compatibilité avec les nouveaux OS, amélioration de fonctionnalités. Détails à cette référence).

## Histoire
Le projet DVDVideoSoft a été lancé en octobre 2006, au Royaume-Uni. Les premiers programmes étaient dédiés au téléchargement de vidéos sur YouTube notamment au format mp4. Aujourd'hui DVDVideoSoft se spécialise dans les logiciels multimédias pour l'audio, la vidéo et l'image. Les logiciels suivants sont les plus utilisés : Free YouTube Download (Téléchargement de vidéos YouTube), Free YouTube to MP3 Converter (Téléchargement de la piste audio d'une vidéo YouTube et conversion au format MP3), Free Audio Converter (Convertisseur de fichiers audio), Free Video Dub. Le dernier logiciel sortit est Free Video Call Recorder for Skype, qui permet d'enregistrer une conversation vidéo sur Skype.

## Free Studio
Free Studio est composé de 48 programmes, groupés en huit sections. Les programmes ont été testés et approuvés par des sites réputés comme Chip Online, Tucows, SnapFiles, Brothersoft, etc. et ont remporté des prix à partir de ces sites.